# Пирс, Адам
Адам Джон Пирс (англ. Adam John Pearce, род. 24 июня 1978, Лейк-Форест, Калифорния) — бывший американский рестлер, в настоящее время работает в WWE в качестве директора по живым мероприятиям, продюсера, тренера и экранного генерального менеджера бренда Raw.
Бывший пятикратный чемпион мира в тяжелом весе NWA. Он также является членом Зала славы NWA и бывшим тренером и наставником в WWE Performance Center.

## Ранняя жизнь
Пирс играл в американский футбол и бейсбол в средней школе Уокеган в Уокегане, Иллинойс. Между младшим и старшим классами Пирс получил острый мышечный синдром в обеих голенях и перенес операцию. В результате ему пришлось практически заново учиться ходить, и он перестал заниматься спортом. Во время своего выздоровления он познакомился с тренерами по рестлингу Сонни Роджерсом и Рэнди Риччи и начал тренироваться с ними в ноябре 1995 года.

## Карьера в рестлинге
Свой дебютный матч Пирс провел 16 мая 1996 года, за несколько недель до окончания средней школы. Пирс быстро начал выступать в независимых рестлинг-промоушенах, особенно в Милуоки и других городах штата Висконсин.

### World Wrestling Federation (1997—1999)
Пирс несколько раз выступал в World Wrestling Federation (WWF) в качестве начинающего рестлера, где его заметил Терри Тейлор. Когда Тейлор перешёл в World Championship Wrestling (WCW), с Пирсом связался Пол Орндорфф. После посещения WCW Power Plant Пирсу предложили тренировочный контракт в WCW, но он отказался, так как не чувствовал, что переезд в Атланту был для него приемлемым вариантом. После пребывания в недолго просуществовавшем промоушене WXO в начале 2000 года Пирс ещё раз попробовал свои силы в WCW, но описал WCW как «неорганизованный и хаотичный». Пирс почувствовал себя «перегоревшим» и решил взять паузу в рестлинге.

### Конец карьеры (2014)
Пирс покинул независимый рестлинг 21 декабря 2014 года на телевизионном показе Championship Wrestling from Hollywood. На этом шоу Пирс победил Кольта Кабану в девятом матче их серии. Вскоре Пирс присоединился к WWE на постоянной основе.

### Возвращение в WWE (2013—н.в.)

#### Тренер и продюсер (2013—2021)
Пирс вернулся в WWE, впервые поработав в качестве приглашенного тренера и инструктора со 2 по 6 декабря 2013 года. В течение 2014 года он ещё несколько раз выступал в качестве приглашенного тренера и инструктора. 11 декабря 2014 года Пирс работал в качестве продюсера на шоу NXT TakeOver: R Evolution, что сделало его первым независимым подрядчиком без контракта, который продюсировал прямые трансляции WWE. В мае 2015 года Пирс подписал контракт с WWE на полный рабочий день в качестве тренера в WWE Performance Center и продюсера NXT. С тех пор он был переведен на должность продюсера Raw на USA Network и SmackDown на FOX.
В эпизоде SmackDown Live от 5 июня 2018 года Пирс и Дин Маленко появились во время подписания контракта между Эй Джей Стайлсом и Синсукэ Накамурой. В последнее время Пирс был замечен в роли экранного спикера: 17 января 2020 года в эпизоде SmackDown он появился за кулисами, готовя матч между Бэйли и Лейси Эванс, а 29 мая в эпизоде SmackDown, организовал королевскую битву, победитель которой должен был встретиться с Дэниелом Брайаном за титул интерконтинентального чемпиона WWE.

#### Руководитель WWE (2020—н.в.)
В 2020 году Пирс стал сюжетным руководителем WWE на Raw и SmackDown. На эпизоде SmackDown от 8 января 2021 года Пирс начал сюжетную линию с чемпионом Вселенной WWE Романом Рейнсом. Рейнс не согласился с недавними решениями Пирса, в том числе с назначением матча, который должен был определить претендента на чемпионский титул Рейнса на Royal Rumble 2021 года. Вопреки решениям Пирса, специальный советник Рейнса Пол Хейман убедил высшее руководство назначить Пирса на этот матч, несмотря на его роль руководителя WWE на экране. Впоследствии это был первый матч Пирса с 2014 года и его первый матч в WWE с 1997 года. В результате матча Пирс стал противником Рейнса на Royal Rumble. В эпизоде SmackDown от 15 января Пирс заменил себя Кевином Оуэнсом, заявив, что он не имеет медицинского допуска к соревнованиям. В эпизоде SmackDown от 22 января Пол Хейман вызвал Пирса на матч, но в последний момент заменил его на Романа Рейнса, который напал на Пирса, прежде чем вмешался Кевин Оуэнс.
Во время выпуска SmackDown от 13 октября 2023 года было объявлено, что Пирс становится генеральным менеджером бренда Raw.

## Титулы и достижения
- All-Star Championship Wrestling
  - Чемпион ACW в тяжёлом весе (1 раз)
  - Телевизионный чемпион ACW (1 раз)
- Alternative Wrestling Show
  - Чемпион AWS в тяжёлом весе (1 раз)
- Cauliflower Alley Club
  - Men’s Wrestling Award (2014)[6]
- NWA Pro Wrestling
  - Чемпион наследия NWA (2 раза)[7]
- Great Lakes Wrestling
  - Чемпион GLW в тяжёлом весе (1 раз)
- Independent Wrestling Association Mid-South
  - Чемпионат в полутяжелом весе IWA Mid-South (1 раз)
- National Wrestling Alliance
  - Чемпион мира в тяжелом весе NWA (5 раз)[3]
  - Чемпион Британского Содружества NWA в тяжелом весе (1 раз)[8]
  - Турнир «Возвращение славы» (2007)
  - Зал славы NWA (с 2015 года)
- Metro Pro Wrestling
  - Чемпион Metro Pro в тяжёлом весе (1 раз)
- Mid-American Wrestling
  - Чемпион MAW в тяжёлом весе (1 раз)
- Professional Championship Wrestling
  - Национальный чемпион Австралии PCW (1 раз)
- Pro Wrestling Guerrilla
  - Чемпион мира PWG (1 раз)[9]
- Pro Wrestling Illustrated
  - № 44 в топ 500 рестлеров в рейтинге PWI 500 в 2008[10]
- Steel Domain Wrestling
  - Телевизионный чемпион Северных Штатов SDW (1 раз)
- Ultimate Pro Wrestling
  - Чемпион UPW в тяжёлом весе (1 раз)[11]